# Charles Notley
Charles Barrimore „Barry” Notley (ur. 23 grudnia 1879 w Hackney, zm. 1968 w Andover) – brytyjski szermierz, członek brytyjskiej drużyny olimpijskiej w 1908, 1920, 1924 i 1928 roku.